# 垦丁吴师傅卤味事件
墾丁吳師傅滷味事件是2017年12月於台灣墾丁大街發生的消費糾紛事件，該事件在台灣輿論引起廣大迴響，並讓墾丁地區的觀光困境再次被討論。

## 背景
墾丁原為南台灣重要的觀光景點，但近年遊客人數大幅下滑，除陸客減少外，壅塞交通、髒亂環境，過於商業化並忽略當地的特色自然生態也被認為是原因，另外當地消費昂貴也被認為是遊客減少的一大主因，2017年7月律師呂秋遠即曾發文表示，墾丁大街「特別的一致與特別的貴」，不如把錢花在出國。

## 事件
事件最初發生於2017年12月9日，當日一名網友與友人於墾丁大街知名的「吳師傅滷味」消費，一盤滷味竟要價920元，一群人點兩盤總價1845元，且口味和新鮮度令人無法接受，網友將用餐經驗PO網後引起網友譁然，許多人回應自己也是該店的受害者；但店家氣得出面反擊，表示PO文沒附上發票，若算錯願意補償，若是刻意誹謗不排除提告，14日晚間，原苦主拿出發票後，證明金額無誤。
此消費糾紛隨網友轉貼及媒體報導，話題不斷擴大，12月16日，台灣《蘋果日報》頭條即以此事件《2盤滷味1845元 吃住比出國貴 墾丁遊客雪崩砍半》作為頭條標題，文中並提到墾丁今年旅遊人次可能剩400多萬，創8年來新低，與3年前800萬人次相比近乎腰斬，如今再爆出2盤滷味竟索價高達1845元，更重挫形象。為此墾丁社區成立「即時消費糾紛小組」，屏縣消保官也到墾丁稽查。繼2盤滷味1845元後，16日再有網友跟進表示，他與朋友共4人曾吃到6000元，業者則表示，一切依時價計算，對於爆料的網友不排除依法律途徑提告。